# Kosik Anita
Kosik Anita (Budapest, 1985. szeptember 18. – ) Domján Edit-díjas magyar színésznő.

## Életpályája
2008-ban végzett a Kőbányai Zenestúdióban, a Szent László Gimnáziumban érettségizett. 2008–2013 között a Színház- és Filmművészeti Egyetem hallgatója volt. Egyetemi gyakorlatát az Örkény Színházban és a Miskolci Nemzeti Színházban töltötte. 2013 óta a nyíregyházi Móricz Zsigmond Színház tagja.
Férje, Gulácsi Tamás, szintén színész.

## Fontosabb színházi szerepei
- Molnár Ferenc után írták a Mohácsi testvérek: Delila - Szentiványi Marianne - 2023-2024
- Sam Holcroft: Családi játszmák - Sheena - 2023-2024
- Paolo Genovese: Teljesen idegenek - Anna - 2022-2023
- Szerb Antal: Utas és holdvilág - Erzsi - 2022-2023
- Bertolt Brecht: Kurázsi mama és gyermekei - Kattrin - 2021-2022
- Anton Pavlovics Csehov: Cseresznyéskert - Varja - 2021-2022
- Tracy Letts: Augusztus Oklahomában - Ivy Weston - 2021-2022
- Jule Styne – Bob Merrill – Isobel Lennart - Funny Girl - Fanny Brice - 2020-2021
- Neil Simon - Cy Coleman - Dorothy Fields: Édes Charity - Nickie - 2020-2021
- Patricia Resnick: 9-től 5-ig - Roz Keith - 2019-2020
- Agatha Christie: Gyilkosság meghirdetve – Mici – 2018-2019
- Huszka Jenő – Martos Ferenc – Bakonyi Károly: Bob herceg – Viktória – 2018-2019
- Claude Magnier: Oscar – Jacqueline – 2018-2019
- John Kander-Fred Ebb-Bob Fosse: Chicago – Velma Kelly – 2017-2018
- Friedrich Schiller: Don Carlos  – Valois Erzsébet, II. Fülöp felesége – 2017-2018
- Prosper Mérimée-Sediánszky Nóra: A név: Carmen – Carmen – 2017-2018
- Déry Tibor – Pós Sándor – Presser Gábor – Adamis Anna: Képzelt riport egy amerikai popfesztiválról - Marianne és zenei asszisztens – 2016/2017
- Jimmy Roberts – Joe Dipietro: Ájlávju ... de jó vagy, légy más! – Anita – 2016/2017
- Hamvai Kornél: Castel Felice – Szépség – 2016/2017
- Alfred Grünwald - Fritz Löhner-Beda - Ábrahám Pál - Bál a Savoyban - Madeleine - 2015-2016
- Martin Mcdonagh: Alhangya - Mairead– 2014/2015
- Lénárd Róbert: Tetkó - Blanka/Móni – 2014/2015
- James Rado – Gerome Ragni – Mcdermot: Hair - Sheila Franklin – 2014/2015
- Török Sándor: Ez az enyém! - Bolly Márta, Elzi, nő – 2013/2014
- Tamási Áron: Énekes madár - Gondos Magdolna, fiatal lány – 2013/2014
- Presser Gábor – Sztevanovity Dusán – Horváth Péter: A padlás -Süni – 2012/2013
- Lépésről lépésre - Sheila Bryant – 2011/2012
- F. M. Dosztojevszkij: Az 1/2 kegyelmű - Nasztaszja Filippovna Baraskova - 2011-2012

## Film- és tévészerepei
- Hacktion (2011–2012)
- Társas játék (2013)
- Marika nem cica (2014)
- Hazatalálsz (2023)

## Díjai, elismerései
- Gundel művészeti díj (2013)
- Pethes–Agárdi-díj (2018)
- Móricz-(F)Actor győztes (2021)
- Domján Edit-díj (2022)[4]